# Piazza Armerina
Piazza Armerina (galsko-italski: Ciazza, sicilijanski: Chiazza) je grad u Italiji, na otoku i administrativnoj regiji Sicilija, središte istoimene općine u pokrajini Enna. Piazza Armerina se nalazi na šumovitom dijelu planine Erei u središnjoj Siciliji, nedaleko od grada Enna.
Na granici s pokrajinom Caltanissetta nalazi se najveća znamenitost Piazza Armerine, starorimska vila u Casaleu (Villa del Casale) koja je od 1997. godine upisana na UNESCO-ov popis mjesta svjetske baštine u Europi kao primjer "raskošne rimske vile koja svojim izvanredno vrijednim i umjetnički kvalitetnim mozaicima slikovito pokazuje društvenu i gospodarsku strukturu svog doba".
Gospodarstvo Piazza Armerine se većinom oslanja na turizam (oko 600.000 posjetitelja koji većinom obilaze arheološke rimske lokalitete), uslužne djelatnosti i poljoprivredu.
Piazza Armerina pripada području tzv. "Lombardijskih općina na Siciliji" gdje se govori galsko-italski dijalekt koji nema mnogo veze s autohtonim jezikom i najsličniji je jeziku koji se govori u sjevernom Pijemontu, osobito u području Monferrato.
Svake godine dana 12. kolovoza održava se kostimirani festival Palio dei Normani kojim se slavi dolazak vojvode Rogera I. Sicilijskog koji je u Piazza Armerinu donio stijeg pape Nikole II. s prikazom Gospe i Djeteta 1061. godine, čime je otpočelo oslobađanje Sicilije od Arapa.

## Povijest
Piazza Armerina se pouzdano spominje u vrijeme kada su Normani vladali Sicilijom, točnije, u jednom izviješću Vilima II. Sicilijskog o obnovi Piazza Armerine 1163. godine. O razdoblju prije malo je poznato i neki autori iz 17. stoljeća misle kako je Piazza Armerina bila starorimsko selo Pluta, no to nije znanstveno dokazano. Moguće je da je to starogrčko naselje Ibla Geleate koje spominje Tukidid ili Ibla Gereatefor za vrijeme bizantske vlasti, a arapski putopisac Al-Idrisi je naziva Ibla Elatson ili Ibla Elatton. Pouzdano se zna da je za vrijeme arapske vlasti mjesto bilo poznato kao Iblâtasah ili Iblâtanah, i bilo je naseljeno većinskim muslimanskim stanovništvom. Normani su ga tada zvali Casalis Saracenorum.

## Znamenitosti
Piazza Armerina je najpoznatija po starorimskoj vili u Casaleu (Villa del Casale ili Villa Rumana dû Casali) koja se nalazi oko 3 km jugozapadno od središta grada. Rimska vila sadrži najbogatije i najkompleksnije rimske mozaike.
U gradu je najprepoznatljivija normanska gotička arhitektura koja je obilježila većinu građevina:
- Masivna barokna katedrala (17. – 18. st.) s kupolom je izgrađena na mjestu katalonsko-gotičke crkve iz 15. stoljeća čiji su toranj i neki prozori zadržali izvorni izgled. U njoj se nalazi bizantska ikona Gospe od pobjede (Madonna della Vittoria) koja se povezuje s papinskim stijegom iz 11. stoljeća.
- Palača Trigona se nalazi uz crkvu, a pripadala je obitelji koja je financirala njezinu izgradnju.
- Aragonski dvorac (1392. – 96.) je velika četvrtasta građevina s četvrtastim tornjevima.
- Gradska vijećnica (Palazzo di Città) iz 1613. godine ima freske Salvatorea Martorana.
- Crkva sv. Ivana Evanđelista (14. st.) sadrži freske Guglielma Borremansa.
- Ostale znamenite crkve su: Crkva sv. Roka ili Fundrò sa zakrivljenim portalom, barokna Crkva sv. Ane (Sant'Anna), Crkva sv. Martina (1163.) i Crkva sv. Marije i Isusa (Santa Maria di Gesù iz 16. st.) koja je sada napuštena.
- Odmah izvan grada nalazi se crkva Priorato di Sant'Andrea (1096.) koju je dao izgraditi vojvoda Simon od Butera, rođak Rogera I. Sicilijskog.

- Panorama grada kojom dominira kupola katedrale
- Crkva sv. Stjepana
- Trg Garibaldi s Gradskom vijećnicom oko 1900.
- Viteški turnir tijekom festivala Palio dei Normanni

## Vanjske poveznice
- Fotografije i informacije  Arhivirana inačica izvorne stranice od 3. rujna 2011. (Wayback Machine) (tal.) (šp.) (engl.) (fr.)
- Novosti, informacije, itd. (tal.)